# Ебнат-Каппель
Ебнат-Каппель (нім. Ebnat-Kappel) — громада  в Швейцарії в кантоні Санкт-Галлен, виборчий округ Тоггенбург.

## Географія
Громада розташована на відстані близько 135 км на схід від Берна, 27 км на південний захід від Санкт-Галлена.
Ебнат-Каппель має площу 43,6 км², з яких на 5,5% дозволяється будівництво (житлове та будівництво доріг), 47,8% використовуються в сільськогосподарських цілях, 43,1% зайнято лісами, 3,6% не є продуктивними (річки, льодовики або гори).

## Демографія
2019 року в громаді мешкало 5001 особа (+1,7% порівняно з 2010 роком), іноземців було 14,1%. Густота населення становила 115 осіб/км².
За віковим діапазоном населення розподілялося таким чином: 20,7% — особи молодші 20 років, 54,5% — особи у віці 20—64 років, 24,7% — особи у віці 65 років та старші. Було 2183 помешкань (у середньому 2,2 особи в помешканні).
Із загальної кількості 2242 працюючих 179 було зайнятих в первинному секторі, 1111 — в обробній промисловості, 952 — в галузі послуг.